# 达尼埃尔·奥柏
达尼埃尔·弗朗索瓦·埃斯普里·奥柏（法語發音：[danjɛl fʁɑ̃swa ɛspʁi obɛːʁ]；1782年1月29日—1871年5月13日），法国作曲家，
奥柏早年在伦敦商界当小职员，1804年回国，致力于音乐创作，曾任巴黎音乐学院院长、皇家小圣堂乐长等职。

## 作品
他作有歌剧约50部，包括代表作《石匠》、《青铜马》、《假面舞会》、《波尔蒂契的哑女》等，其中《波尔蒂契的哑女》以1647年那不勒斯渔民反抗西班牙统治起义为题材，1830年在布鲁塞尔上演，对同年比利时人民反抗荷兰的独立运动起了鼓动作用。

## 外部連結
- 达尼埃尔·奥柏的免费乐谱，由国际乐谱典藏计划提供
- 公有領域聲樂檔案館上达尼埃尔·奥柏的作品